# 松索羅爾島

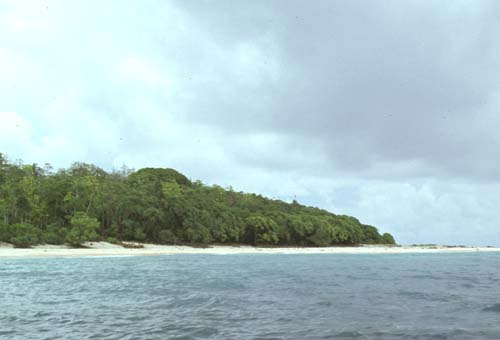

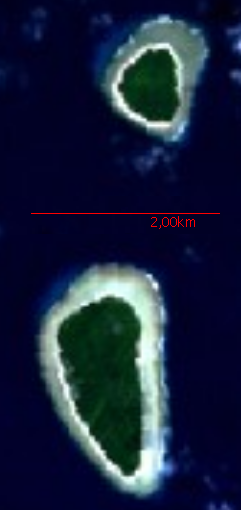

松索羅爾島是帛琉的島嶼，位於凡納島以南1.7公里的太平洋海域，屬於松索羅爾群島的一部分，長1.8公里、寬0.7公里，面積1.36平方公里，最高點海拔高度1米，2000年人口僅24人。